# Liksvävande temperatur
Liksvävande temperatur eller liksvävig temperatur är inom musiken en temperering av skalan där varje halvtonsteg är lika stort. 
De flesta moderna träblås- och klaviaturinstrumenten som piano, orgel, elorgel och celesta använder liksvävande temperatur, liksom kromatiska slagverksinstrument inklusive xylofon och vibrafon. Gitarr intoneras oftast enligt liksvävande temperatur. Det digitala musikprotokollet MIDI är baserat runt liksvävande temperatur, men tillåter avvikelser.
Även instrument med fler än tolv toner per oktav kan vara liksvävigt tempererade. Då blir tonstegen större eller mindre, beroende på om man lägger till eller (mindre vanligt) tar bort toner. I dessa fall gör man tydlig distinktion mellan 12-TET och systemet man istället använder, exempelvis 24-TET. Förkortningen 12-TET är engelskspråkig och står för 12 Tone Equal Temperament.

## Härledning
Oktaven är uppdelad i 1200 cent och varje halvtonssteg blir i liksvävig temperatur 100 cent, vilket motsvarar frekvensförhållandet {\displaystyle 2^{1/12}:1\approx 1,05946:1}.
Den främsta fördelen med att stämma liksvävande är att varje tonart låter kromatiskt lika och därmed blir musikaliskt användbar så att modulation och transponering blir möjlig.
Å andra sidan blir vissa toner, framför allt terser, något dissonanta jämfört med ren stämning. Alla intervall är dock acceptabla och användbara i alla tonarter. Liksvävande temperatur är vanlig i modern västerländsk musik, särskilt elektroniskt genererad sådan.
| Tabell över frekvensförhållanden | Tabell över frekvensförhållanden | Tabell över frekvensförhållanden | Tabell över frekvensförhållanden | Tabell över frekvensförhållanden | Tabell över frekvensförhållanden | Tabell över frekvensförhållanden |
|                                  | Cent                             | Cent                             | Cent                             | Frekvensförhållande              | Frekvensförhållande              | Frekvensförhållande              |
| Intervall                        | Ren                              | Liksväv.                         | Pyth.                            | Ren                              | Liksväv.                         | Pyth.                            |
| -------------------------------- | -------------------------------- | -------------------------------- | -------------------------------- | -------------------------------- | -------------------------------- | -------------------------------- |
| Prim                             | 0                                | 0                                | 0                                | 1:1                              | 1:1,0000                         | 1:1                              |
| Liten sekund                     | 112                              | 100                              | 90                               | 15:16                            | 1:1,0595                         | 243:256                          |
| Stor sekund                      | 182                              | 200                              | 204                              | 9:10                             | 1:1,1225                         | 8:9                              |
| Stor sekund                      | 204                              | 200                              | 204                              | 8:9                              | 1:1,1225                         | 8:9                              |
| Liten ters                       | 316                              | 300                              | 294                              | 5:6                              | 1:1,1892                         | 27:32                            |
| Stor ters                        | 386                              | 400                              | 408                              | 4:5                              | 1:1,2599                         | 64:81                            |
| Kvart                            | 498                              | 500                              | 498                              | 3:4                              | 1:1,3348                         | 3:4                              |
| Överstigande kvart               | 590                              | 600                              | 612                              | 32:45                            | 1:1,4142                         | 512:729                          |
| Förminskad kvint                 | 610                              | 600                              | 588                              | 45:64                            | 1:1,4142                         | 729:1024                         |
| Kvint                            | 702                              | 700                              | 702                              | 2:3                              | 1:1,4983                         | 2:3                              |
| Liten sext                       | 814                              | 800                              | 792                              | 5:8                              | 1:1,5874                         | 81:128                           |
| Stor sext                        | 884                              | 900                              | 906                              | 3:5                              | 1:1,6818                         | 16:27                            |
| Liten septima                    | 996                              | 1000                             | 996                              | 9:16                             | 1:1,7818                         | 9:16                             |
| Liten septima                    | 1018                             | 1000                             | 996                              | 5:9                              | 1:1,7818                         | 9:16                             |
| Stor septima                     | 1088                             | 1100                             | 1110                             | 8:15                             | 1:1,8877                         | 128:243                          |
| Oktav                            | 1200                             | 1200                             | 1200                             | 1:2                              | 1:2,0000                         | 1:2                              |

Tabellen ovan visar centtal och frekvensförhållandet för alla intervall i den kromatiska skalan för ren, liksvävande och pythagoreisk stämning. Där de rena och pythagoreiska skalorna skiljer sig åt utgör den liksvävande temperaturen en kompromiss - den ligger mellan de två övriga.